# Анувије
Анувије је један од великих Мисирских монаха. Много је пострадао због хришћанства. Хришћани верују да је био прозорљивац и да је једном када су га пред смрт посетила три старца пустињака, открио старцима све тајне њиховог срца. Преминуо је у другој половини V века.
Српска православна црква слави га 5. јуна по црквеном, а 18. јуна по грегоријанском календару.